# مزرعه‌آباد

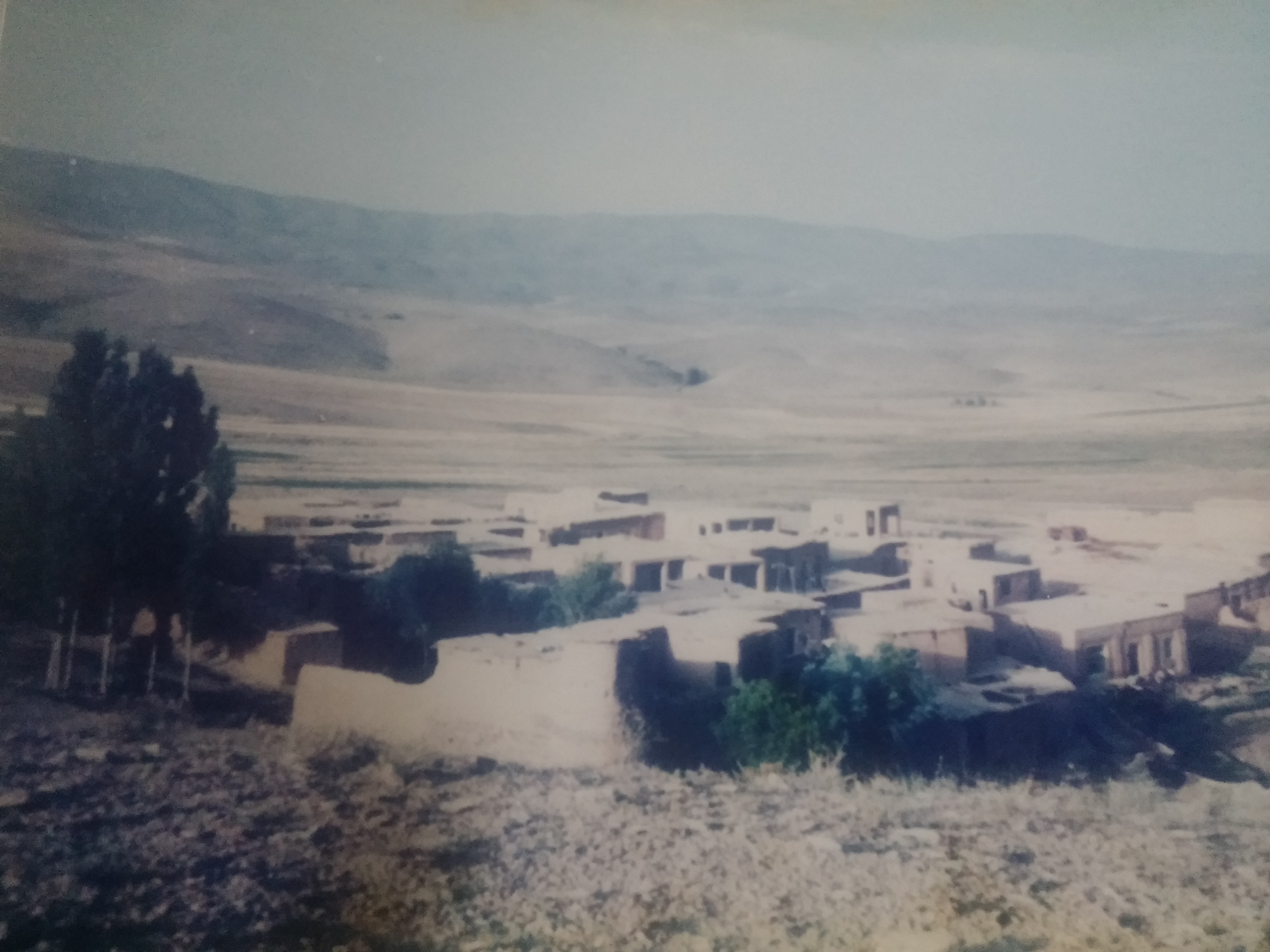
روستا

مزرعه‌آباد ، روستایی از توابع بخش مرکزی شهرستان الیگودرز در استان لرستان ایران است.
در لغت نامه دهخدا
مزرعه آباد. [ م َ رَ ع َ ] ( اِخ ) دهی است از دهستان جاپلق بخش الیگودرز ؛ در 12کیلومتری شمال غربی الیگودرز و 6 کیلومتری شمال شرقی الیگودرز به ازنا، در جلگه ٔ معتدل واقع و دارای  30تن سکنه است. آبش از قنات و چاه ، محصولش غلات ، لبنیات ، صیفی ، شغل مردمش زراعت و گله داری است.گردو ، بادام ، انگور و آلو از محصولات اصلی این روستا میباشد. (از فرهنگ جغرافیایی ایران ج 6). هم اکنون روستایی ییلاقی برای ساکنین قبلی خود می باشد که در شهر سکونت دارند و هنوز به کشاورزی و باغداری مشغولند،
براساس سرشماری مرکز آمار ایران در سال ۱۳۸۵، جمعیت آن زیر سه خانوار بوده‌است.